# 타리크 야히아 (역도 선수)
타리크 야히아 푸아드 압둘아짐(아랍어: طارق يحيى فؤاد عبد العظيم,‎ 1987년 5월 18일~)는 이집트의 역도 선수이다. 2012년 하계 올림픽 남자 라이트헤비급에서 동메달을 획득했으며 세계 선수권 대회 동메달 1개를 획득했다.